# Fundația (roman)
Fundația este un roman al autorului de literatură științifico-fantastică Isaac Asimov. Romanul este primul din trilogia inițială cu același nume, trilogie ce avea să devină ulterior o heptalogie, numită Seria Fundația. Inițial, Asimov a publicat în revista Astounding Science Fiction din SUA o serie de povestiri științifico-fantastice între mai 1942 și ianuarie 1950. Patru dintre acestea plus o secțiune introductivă scrisă în 1949 au devenit cele 5 capitole ale Fundației. Seria Fundației este considerată ca fiind cea mai bună opera a lui Asimov, alături de seria Roboților.
Fundația a văzut mai multe republicări. A apărut de asemenea în 1955 ca parte a Ace Double D-110 sub numele de Planul de 1000 de ani. Patru dintre povestirile originale au fost publicate în revista Astounding Magazine (cu titluri diferite) între 1942-1944, iar a cincea a fost adăugată în momentul apariției în format de carte.

## Capitole
Fundația prezintă povestea unui grup de oameni de știință ce doresc să păstreze cunoștințele acumulate de către umanitate în timp ce civilizația ce îi înconjoară este în declin.

### Psihoistoricii
(anul 0 E.F.) 
Primul capitol se desfășoară pe planeta Trantor, capitala planetă urbană, cu o singură grădină în curtea palatului imperial, a Imperiului Galactic ce există deja de 12.000 de ani. În timp ce aparențele arată un Imperiu foarte stabil, realitatea este că acesta se află într-o decadență lentă. Personajul principal, Hari Seldon, matematician, a dezvoltat psihoistoria. Psihoistoria funcționează bazându-se pe principiul conform căruia comportamentul unei mase de oameni poate fi previzibil dacă masa respectivă este foarte mare ca și numar (cum ar fi populația galaxiei care este de aproximativ un cvadrilion de oameni). Folosind tehnicile psihoistoriei, Seldon prezice căderea Imperiului, predicție ce este considerată ca fiind un act de trădare de către Comisia Siguranței Publice (adevărații conducători ai imperiului). Seldon este arestat. Un tânăr matematician, Gaal Dornick, proaspăt sosit pe Trantor, este de asemenea arestat. În timpul procesului Seldon prezice căderea Imperiului Galactic, cădere urmată de o eră barbară ce va dura treizeci de mii de ani. 
Hari Seldon propune o soluție pentru viitor, soluție ce nu va împiedica prăbușirea Imperiului însă va reduce perioada de barbarism de la 30.000 de ani la doar 1000. Acest plan necesită un număr relativ mare de participanți care să își unească eforturile pentru realizarea unei compilații a tuturor cunoștințelor acumulate până atunci, intitulată Enciclopedia Galactică. 
Comisia renunță la proces și stabilește o întâlnire secretă cu Hari Seldon. Acestuia i se dă de ales între executare sub acuzația de trădare sau acceptarea unui exil a grupului său de Enciclopediști pe o planetă îndepărtată numită Terminus. Acolo enciclopediștii vor duce la îndeplinire acest Plan, protejați de un decret imperial, în timp ce Seldon va rămâne, fiindu-i interzis să părăsească Trantor.

Coperta originală, Gnome Press, 1951

### Enciclopediștii
(anul 50 E.F.) (publicat inițial sub tiltul Fundația în luna mai 1942) 
Acțiunea celui de-al doilea capitol se desfășoară la 50 de ani după evenimentele din primul. Terminus se confruntă cu prima dintre Crizele Seldon (crize a căror apariție a fost prevăzută de către Hari Seldon). Neavând resurse minerale proprii Terminus se regăsește fără furnizori externi din cauza rebeliunii planetei învecinate împotriva imperiului și autodeclararea independenței acesteia.
Terminus este prinsă într-o luptă pentru putere în care se confruntă patru sisteme planetare ce consideră poziția sa ca având o importanță strategică. Enciclopediștii ce formează acum Fundația Enciclopedia Galactica, oameni de știință fără pregătire politică sau militară, sunt incapabili să facă față situației, fiind preocupați în principal de realizarea Enciclopediei. Primarul orașului Terminus, Salvor Hardin, pe de altă parte, sesizează toate aspectele amenințării și găsește rapid o soluție: să reușească să pună pe fiecare dintre cele patru sisteme planetare să lupte între ele.
Planul lui Hardin este încoronat de succes, iar apoi survine apariția lui Hari Seldon în Boltă care anunță că această criză a fost depășită. În acest moment Salvor Hardin arată tuturor că deciziile luate de el au fost corecte și că Enciclopedia a fost doar creată ca o distragere întru realizarea Planului lui Seldon. Folosind aceste argumente, Hardin preia puterea de la enciclopediști printr-o lovitură de stat pașnică.

### Primarii[2]
(anul 80 E.F.) (publicat inițial sub titlul Frâu și Șa în iunie 1942) 
Al treilea capitol se desfășoară la 30 de ani dupa Enciclopediștii. Cunoștințele științifice avansate ale Fundației îi conferă un avantaj substanțial față de sistemele planetare învecinate aceasta dezvoltând în același timp și un sistem religios bazat pe știință. Acest concept religios constă în permiterea folosirii aparatelor dezvoltate de Fundație, fără a divulga însă modul de funcționare a acestora. Tehnicieni de întreținere, cunoscuți în exterior ca și preoți, sunt pregătiți pe Terminus oferindu-li-se cunoștințe de bază asupra funcționării aparatelor Fundației, însă nu și acces la tehnologia ce ar putea permite fabricarea lor.
Salvor Hardin continuă să fie primar în Terminus și să conducă Fundația. Prințul-Regent Wienis din Anacreon plănuiește să răstoarne Fundația fiind încurajat și de obținerea unui crucișător imperial abandonat pe care îl încredințează Fundației pentru reparații. Hardin intuiește intențiile lui Wienis și acceptă să repare crucișătorul, însă cu câteva modificări. Ajutat de aceste modificări, Hardin transmite public întregii populații de pe Anacreon intențiile lui Wienis acuzându-l de blasfemie ceea ce duce la o revoltă generală și ulterior la căderea celor patru regate sub controlul Fundației.
Hari Seldon apare din nou în Boltă, confirmând depășirea crizei și avertizând în același timp că folosirea religiei nu mai este necesară.

### Neguțătorii[3]
(aprox. 155 E.F.) (publicat inițial sub titlul The Wedge în octombrie 1944) 
Al patrulea capitol descrie aventurile lui Limmar Ponyets, Neguțător, care este trimis să îl recupereze pe Eskel Gorov de pe planeta Askone. Askone a refuzat tehnologia Fundației cu teama de a nu fi controlată prin religie. Eskel Gorov a fost condamnat la moarte pentru violarea tratatelor comerciale ce interzic comerțul ce are ca obiect tehnologia Fundației. Conducătorii de pe Askone sunt foarte reticenți în acceptarea oricărui tip de material tehnologic al Fundației însă când li se oferă aur în schimbul prizonierului acceptă cu ușurință.
În timp ce Ponyets își prezintă oferta în aur pentru eliberarea lui Gorov îl convinge pe Pherl - un aspirant la putere pe Askone – să accepte tehnologie ce poate transforma fierul în aur, din partea Fundației. Tranzacția prin care Pherl acceptă este înregistrată în secret de către Ponyets, care o folosește ulterior pentru a-l șantaja pe Pherl și de a obține o încărcătură întreagă de aluminiu (minereu foarte important pentru Fundație) în schimbul propriei sale încărcături de produse tehnologice. În acest fel Pherl este obligat să accepte tehnologie din parte Fundației, fiind constrâns să o popularizeze în rândul populației askoniene.

Coperta ediției în limba română la editura Teora

### Marii Neguțători
(aprox. 175 E.F.) (publicat inițial sub titlul The Big and The Little în august 1944) 
Acțiunea acestui ultim capitol se petrece la doar 20 de ani de la Neguțătorii. Fundația s-a dezvoltat cu ajutorul religiei și economiei puternice. Trei nave comerciale aparținând Fundației au dispărut în apropiere de Republica Korell, suspectată de dezvoltare tehnologică. Neguțătorul-șef Hober Mallow este trimis să afle informații despre dezvoltarea tehnologică a republicii și să găsească navele dispărute. În timpul călătoriei sale pe Korell, Mallow reușește să îl convingă pe Commdor Asper Argo să cumpere tehnologia Fundației. În același timp descoperă că republica are în posesie relicve ale vechiului imperiu cum ar fi pistoalele atomice, dar și că se află într-o stare precară și fără tehnologie modernă.
Întors pe Terminus, Mallow este considerat trădător pentru a nu fi « propovăduit » religia Fundației pe Korell, însă o turnură neașteptată a evenimentelor îl disculpă și îi permite să câștige alegerile pentru primărie.
În momentul în care Korell întră în război cu Fundația, Mallow nu acționează împotriva acestora ci în schimb câștigă războiul prin impunerea unui embargo economic ce duce la mari nemulțumiri interne pe Korell.

## Personaje

### Psihoistoricii
- Gaal Dornick - Matematician, succesorul lui Hari Seldon

- Hari Seldon - Matematician, dezvoltă psihoistoria

HARI SELDON - ...născut în anul ll.988 al Erei Galactice decedat în anul l2.069. Datele pot fi calculate mai lesne în funcție de Era Fundațională curentă, cu 79 de ani înainte de anul l E.F. Născut într-o familie din clasa de mijloc, pe Helicon, sectorul Arcturus (unde tatăl său, potrivit unei legende de o autenticitate îndoielnică, a fost cultivator de tutun într-o uzină hidroponică), a dovedit de timpuriu un talent uluitor în domeniul matematicii. Anecdotele privind capacitatea sa sunt nenumărate, deși unele dintre ele sunt contradictorii. Se zice că la vârsta de doi ani ar fi...
Fără îndoială că cele mai remarcabile contribuții ale sale au fost în domeniul psihoistoriei. La începutul activității sale, psihoistoria nu cuprindea decât un grup de axiome confuze; el a dezvoltat-o într-o știință statistică profundă. Lucrarea de cea mai mare autoritate pe care o avem pentru detalii privitoare la viața sa este biografia scrisă de Gaal Dornick, care în tinerețe îl cunoscuse pe marele matematician Hari Seldon doar cu doi ani înainte de dispariția sa. Povestea întâlnirii... 
- Jerril An - Agent al Comisiei de Siguranță Publică ce îl urmărește pe Gaal Dornick

- Linge Chen – Șeful Comisiei de Siguranță Publică și judecătorul procesului lui Seldon

- Lors Avakim – Avocatul numit să îl apere pe Gaal Dornick.

### Enciclopediștii
- Anselm haut Rodric – Soldat și trimis al regatului Anacreon pe Terminus

- Bor Alurin – Psiholog trantorian ce l-a instruit pe Salvor Hardin

- Jord Fara  - Membru al Consiliului de Administrație al Fundației Enciclopedice

- Lewis Pirenne – Președinte al Consiliului de Administrație al Fundației Enciclopedice

- Lundin Crast – Membru al Consiliului de Administrație al Comitetului Enciclopedic

- Lord Dorwin – Cancelar al Imperiului

- Salvor Hardin – Primul primar al orașului Terminus

- Tomaz Sutt - Membru al Consiliului de Administrație al Comitetului Enciclopedic

- Yate Fulham - Membru al Consiliului de Administrație al Comitetului Enciclopedic

### Primarii
- Dokor Walto – Activist al Partidului Acțiunii

- Jaim Orsy - Activist al Partidului Acțiunii

- Lem Tarki - Activist al Partidului Acțiunii

- Levi Norast - Activist al Partidului Acțiunii

- Lewis Bort - Activist al Partidului Acțiunii

- Prințul Lefkin – Fiul cel mare al lui Wienis

- Prințul-Regent Wienis – Prinț-Regent al Anacreonului, unchiul Regelui Leopold I

- Poly Verisof – Ambasador al Fundației și Mare Preot pe Anacreon

- Regele Lepold I - Regele Anacreonului

- Salvor Hardin – Primul primar al orașului Terminus

- Sef Sermak – Consilier al orașului Terminus

- Theo Aporat – Mare Preot pe nava Wienis

- Yohan Lee – Organizator al loviturii de stat a lui Salvor Hardin și confidentul acestuia

### Neguțătorii
- Commdor Asper Argo - Conducător al Republicii Korell

- Eskel Gorov - Neguțător, prizonier pe planeta Askone

- Hober Mallow - Neguțător șef, primar al orașului Terminus

- Limmar Ponyets - Neguțător trimis pe Askone pentru a-l elibera pe Eskel Gorov

- Pherl - Tânăr aspirant la putere pe planeta Askone

## Cinema
La data de 28 iunie 2008 a fost anunțat că producătorii Bob Shaye și Michael Lynne vor aduce Trilogia Fundația la marele ecran prin intermediul noii lor companii Unique Features. În ianuarie 2009 drepturile de ecranizare au fost vândute prin licitație companiei Columbia care a desemnat ca realizator pe regizorul Roland Emmerich.

## Teatru radiofonic
În 1985 a fost realizat un serial radiofonic care a fost difuzat la Radio România Tineret, în cadrul emisiunii Exploratorii lumii de mâine. Au jucat actorii Gheorghe Cozorici, Ion Marinescu, Constantin Dinulescu, Ion Caramitru, Matei Gheorghiu, Corado Negreanu, Mircea Albulescu, Alfred Demetriu, Ștefan Radof, Mircea Anghelescu, Florian Pittiș, Ion Pavlescu, Victor Rebengiuc, Mihai Mălaimare, Ștefan Iordache, Alexandru Repan, Nicolae Iliescu, Sorin Gheorghiu, Nicolae Pomoje, Ovidiu Iuliu Moldovan, Dan Condurache, Matei Alexandru, Irina Mazanitis, Mihai Dinvale.

## Lista cărților din seria Fundația
- Preludiul Fundației
- Fundația Renăscută
- Fundația
- Fundația și Imperiul
- A doua Fundație
- Marginea Fundației
- Fundația și Pământul

## Traduceri în limba română
- 1993 - Fundația, Editura Nemira, Colecția "Nautilus" nr. 14, traducere Gabriel Stoian, 240 pag., ISBN 973-9144-33-0
- 1995 - Fundația, Editura Nemira, Colecția "Nautilus" nr. 14, traducere Gabriel Stoian
- 2002 - Fundația, Editura Teora, Colecția SF nr. 46, traducere Mihai-Dan Pavelescu, ISBN 973-20-0443-6
- 2004 - Fundația, Editura Teora, Colecția SF nr. 46, traducere Mihai-Dan Pavelescu, 208 pag., ISBN 973-20-0443-6
- 2010 - Fundația. Fundația și Imperiul, Ed. Adevărul, Colecția "Biblioteca Adevărul" nr. 86, traducere Mihai-Dan Pavelescu și Gabriel Stoian, 558 pag., ISBN 978-606-539-237-3
- 2013 - Fundația (cartonată), Editura Paladin, traducere Mihai-Dan Pavelescu, ISBN 978-606-93510-3-1
- 2017 - Asimov, Isaac Fundația, Editura Paladin, septembrie 2017, Traducere din limba engleză de Mihai-Dan Pavelescu, ISBN 978-606-935-1031